# Tempo-effect
Het tempo-effect is een begrip uit de demografie waarmee het fenomeen wordt aangeduid waarbij het totale vruchtbaarheidscijfer vertekend raakt doordat de leeftijd waarop vrouwen hun eerste en latere kinderen krijgen verschuift.
Bij het berekenen van het totale vruchtbaarheidscijfer, waarbij het leeftijdsspecifieke vruchtbaarheidscijfer van alle vrouwen in een populatie bij elkaar worden opgeteld, spelen namelijk twee componenten een rol. Naast het aantal kinderen wat geboren wordt (quantum) is ook het moment waarop (tempo) van belang:
- In het geval de gemiddelde leeftijd van vrouwen bij iedere geboorte mettertijd toeneemt, zal het totale vruchtbaarheidscijfer een onderschatting geven van de te verwachten bevolkingsgroei.
- In het geval de gemiddelde leeftijd van vrouwen bij iedere geboorte mettertijd afneemt, zal het totale vruchtbaarheidscijfer een overschatting geven van de te verwachten bevolkingsgroei.

In landen waarop de gemiddelde leeftijd van vrouwen die voor het eerst moeder worden toeneemt (bijvoorbeeld in Nederland, van 24,3 jaar in 1970 tot 29,9 jaar in 2019) geeft het totale vruchtbaarheidscijfer dus een onvolledig beeld van de bevolkingsontwikkeling, en betekent een vruchtbaarheidscijfer kleiner dan 2,0 dus niet zonder meer natuurlijke bevolkingsafname. Om hierover conclusies te kunnen trekken is het noodzakelijk het totale vruchtbaarheidscijfer eerst te corrigeren voor het tempo-effect.
Hieronder is van enkele landen het vruchtbaarheidscijfer voor en na correctie voor het tempo-effect weergeven (data 2020):
|                  | Voor correctie | Na correctie |
| Denemarken       | 1,67           | 1,92         |
| Tsjechië         | 1,71           | 1,95         |
| Zweden           | 1,66           | 1,90         |
| Verenigde Staten | 1,78           | 1,86         |

In Nederland was het vruchtbaarheidscijfer in 2018 na correctie 1,77. Dit is een verschil van 0,18 met het ongecorrigeerde vruchtbaarheidscijfer (1,59).